# Mozac
Mozac è un comune francese di 3 729 abitanti situato nel dipartimento del Puy-de-Dôme nella regione dell'Alvernia-Rodano-Alpi.

## Monumenti e luoghi d'interesse
- Abbazia di Mozac

## Società

### Evoluzione demografica
Abitanti censiti

## Amministrazione

### Gemellaggi
- Albalat de la Ribera, dal 2000
- Bagolino, dal 2009